# Champ libre
Champ libre (en español Campo libre o Campo abierto) es una editorial francesa fundada en 1969 por Gérard Lebovici que publicó obras de crítica social que reflejaban las corrientes de izquierda crítica y de extrema izquierda no leninista de esa época (comunismo de izquierda). Un gran número de clásicos del anarquismo, de la literatura, de la historia militar y estratégica, y textos sobre las vanguardias artísticas (principalmente Dada) también fueron publicados por Champ libre. Champ libre tuvo una influencia radical sobre parte de la juventud de los años 1970 y fue una fuente de inspiración para numerosos editores independientes (Allia, L'Échappée, L'Encyclopédie des Nuisances).
Entre 1969 y 1991, Champ libre publicó 230 libros entre los cuales figuran las obras completas de Mijail Bakunin, Clausewitz, Arthur Cravan, George Orwell, Guy Debord, Anacharsis Cloots, Saint-Just y libros de autores como Jorge Manrique, Karl Marx, Richard Huelsenbeck, Jaime Semprún, San Juan de la Cruz (edición bilingüe castellano/francés), Jacques Mesrine, Herman Melville, Wilhelm Reich, Boris Souvarine, Kazimir Malévich, W.F.P. Napier, Georg Groddeck, Bruno Rizzi, Boris Pilniak y August von Cieszkowski, entre otros.
Después del asesinato de Gérard Lebovici en 1984, la editorial toma el nombre de Éditions Gérard Lebovici.
Tras el fallecimiento de la esposa de Gérard Lebovici, Floriana, en 1990, la editorial es puesta en liquidación en 1991 y es refundada bajo el nombre de Éditions Ivrea por los herederos. En ese momento, Guy Debord rompe con la editorial.

## 1969: Fundación
En 1969, Gérard Lebovici se rodea de un equipo compuesto por su mujer Floriana Chiampo, Gérard Guégan, Alain Le Saux y Raphaël Sorin para publicar un amplio abanico de textos que reflejan las cuestiones ideológcas de la era post-Mayo de 1968 así como textos de la contracultura americana o las vanguardias históricas. En sus comienzos, la editorial no tiene una línea bien definida. La editorial navega sobre la ola de 1968 interesándose por el underground, la vanguardia artística, la ciencia ficción, la sexualidad y también por los clásicos del anarquismo y del marxismo.
En septiembre de 1971, Champ libre reedita el libro de Guy Debord, La Sociedad del espectáculo. También edita libros que se sitúan a contracorriente como el del sinólogo Simon Leys, Los trajes nuevos del presidente Mao, que contribuye en desinflar el mito de la « revolución cultural » china, todavía muy presente en Francia en aquella época, sobre todo entre los intelectuales y los militantes izquierdistas. El encuentro entre Lebovici y Debord en 1971 es decisivo porque marca el comienzo de una amistad indefectible que va a influir sobre la orientación de Champ libre. Guy Debord afila el sentido crítico de Lebovici. Champ libre se convierte, poco a poco, a partir de 1972, en un espacio nuevo de crítica social en ruptura con las editoriales de izquierda tradicionales, y se desmarca del izquierdismo « trotsko-maoísta» que está de moda por aquella época.

## 1974: cese del primer equipo

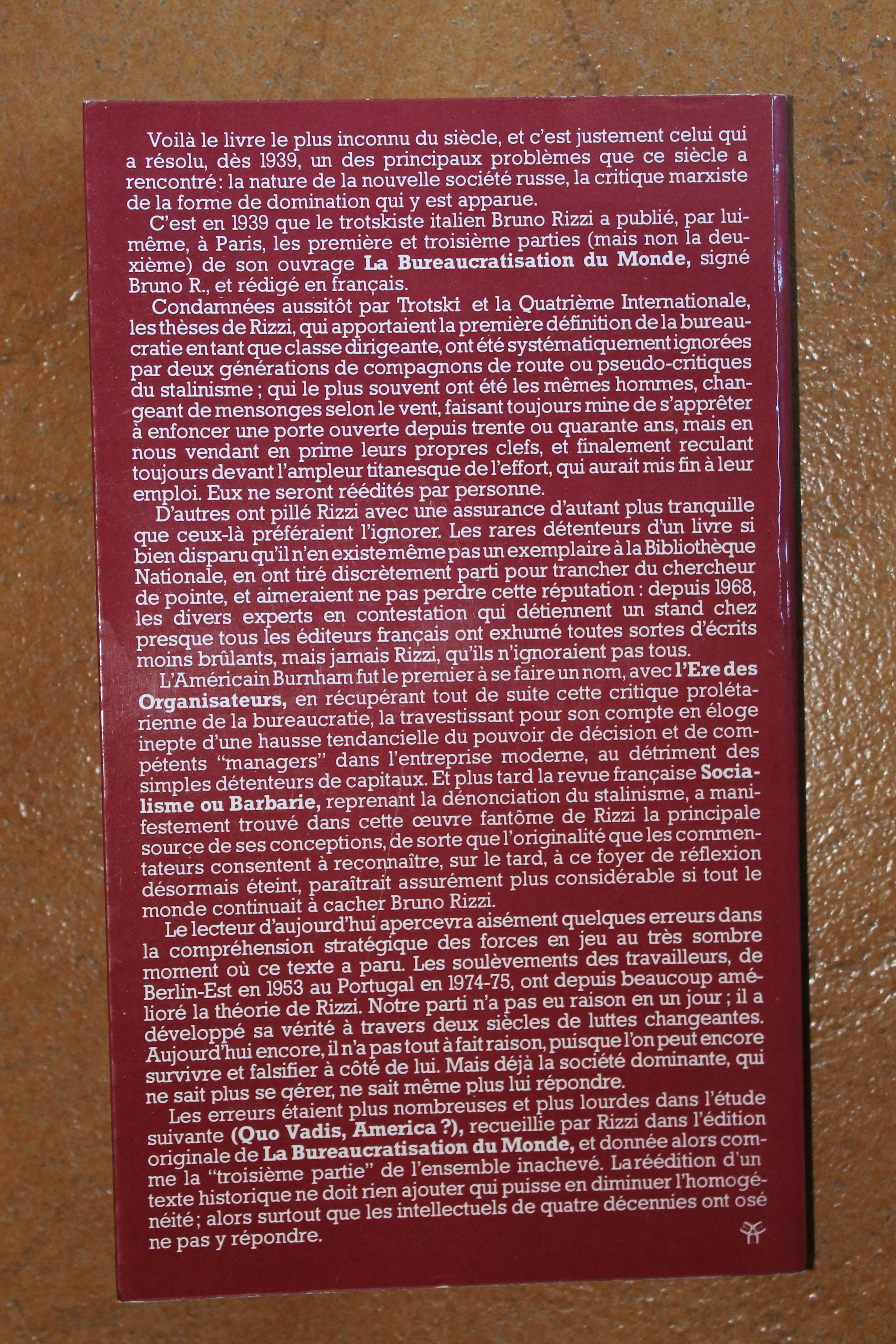
Contraportada redactada por Guy Debord de la reedición por Champ Libre en 1976 del libro de Bruno Rizzi, L'URSS : collectivisme bureaucratique. La Bureaucratisation du monde.

En 1974, Gérard Lebovici cesa a los miembros del primer equipo editorial de Champ libre reprochando a Gérad Guégan de publicar sus propios libros y acusándole de querer transformar Champ libre en una editorial comercial como las demás.
Las sugestiones de Guy Debord toman entonces un peso importante a la hora de elegir los autores que publica Champ libre, especialmente con los clásicos de la historia militar y de la estrategia (varios volúmenes de Clausewitz, Ardant du Picq, Jomini et W.F.P. Napier) pero también con la publicación de August von Cieszkowski (considerado por Debord como el precursor de las tesis de la Internacional situacionista), Anacharsis Cloots, Saint-Just, Baltasar Gracián, Bruno Rizzi, Jorge Manrique, los poetas de la época Tang, Omar Khayyam, Edward Sexby así como Jaime Semprún y Francis Pagnon, entre otros.
Champ libre reedita también grandes clásicos revolucionarios (Karl Marx o Mijail Bakunin) y autores opuestos a los Bolcheviques y al estalinismo (Gustav Landauer, Karl Korsch, Ante Ciliga, Boris Souvarine, Boris Savinkov, Nikolái Valentinov, Boris Pilniak, Walter Krivitsky, George Orwell). La editorial también publica autores que parecen crear un eje « dada-situacionista» propuestos por los consejeros literarios Marc Dachy y Michel Pétris: Chklovski, Pansaers, Ribemont-Dessaignes, Pessoa, Taraboukine, Kurt Schwitters, George Kubler, Huidobro.
De 1974 à 1978, Champ libre publica una colección de ciencia ficción llamada « Chute libre» por Jean-Patrick Manchette y dirigida por Jean-Claude Zylberstein.
Durante los años setenta, Champ libre edita en un volumen los 12 números de la revista Internationale situationniste, y también Véridique Rapport sur les dernières chances de sauver le Capitalisme en Italie de Censor (seudónimo de Gianfranco Sanguinetti), traducido del italiano por Guy Debord, donde se desvelan las estrategias modernizadas de las clases dominantes, el Précis de récupération de Jaime Semprún, una reedición de De la misère en milieu étudiant, las Obras cinematográficas completas de Debord en 1978 (incluyendo a In girum imus nocte et consumimur igni). También en 1978, se publica el libro del franco-nicaragüense Rafael Pallais, Incitación a la refutación del tercer mundo. En 1979, sale el volumen Prefacio a la cuarta edición italiana de « La Sociedad del espectáculo» en el que Debord trata de la cuestión del terrorismo en Italia. Debord afirma que las Brigadas Rojas están totalmente manipuladas por los servicios secretos del Estado y que asesinaron a Aldo Moro en nombre del interés superior del Estado.
La política comercial de Champ Libre, bajo la influencia de Guy Debord, rompe con todas las costumbres del mundo editorial: rechazo a la publicación en libro de bolsillo de los libros más vendidos, ningún contacto con la prensa, rechazo de los premios literarios, ruptura con todo autor cuyo comportamiento no esté en coherencia con el espíritu de Champ Libre.
En marzo de 1978, Gérard Lebovici reconoce, en una carta a uno de sus autores, que « (…) debido a la época, no hay duda de que me estoy mejorando ya que ahora rechazaría sin lugar a dudas bastantes libros que figuran en el catálogo de Champ libre (…)».
Los años siguientes confirman la originalidad de Champ Libre en el paisaje editorial. El equipo se reduce: Floriana Lebovici asume la mayoría de funciones, acompañada por Hortensia Biscaretti di Ruffia, Catherine Nicole y un maquetista. Floriana Lebovici introduce nuevas maquetas magníficas que se convierten en marca de la casa. La pasión por los textos se conjuga con la de la fabricación de los libros: costuras con hilo de lino, tipografía de plomo, reproducciones en color. Se trata de una auténtica concepción del libro de calidad a contracorriente de la industrialización.
En febrero de 1979, Guy Debord redacta una declaración que figurará hasta 1991 en todos los catálogos de Champ Libre. Se trata de una verdadera declaración de guerra a los periodistas y a los críticos literarios que son tratados de « profesionales de la falsificación». Esa declaración también dice que « Champ libre ha dejado de reconocer la existencia de la prensa.»

### Historia y literatura de España
El primer autor español publicado por Champ libre es Baltasar Gracián (Oráculo manual y arte de prudencia) en noviembre de 1972. Guy Debord, apasionado por la cultura española, apoya la edición de libros sobre España. Varios libros publicados por Champ libre tratan de la Revolución española de 1936: Homenaje a Cataluña de George Orwell, El Laberinto español de Gerald Brenan, El reñidero español de Franz Borkenau, Historia del POUM de Víctor Alba y el célebre manifiesto anónimo de 1937 de un miliciano de la Columna de Hierro  en una edición bilingüe castellano/francés traducida por Guy Debord y su esposa Alice Becker-Ho (Protestation devant les libertaires du présent et du futur sur les capitulations de 1937).
En 1980, Champ libre publica los Comunicados de la prisión de Segovia (Guy Debord es el autor del texto A los libertarios) que tuvieron gran repercusión y que sirvieron para obtener la liberación de varios prisioneros políticos en la España posfranquista. El mismo año, Champ libre también publica las Coplas por la muerte de su padre de Jorge Manrique traducidas al francés por Guy Debord. En 1983, la editorial publica el primer tomo de Historia de la Guerra en la Península de 1807 a 1814 de W.F.P. Napier que relata la Guerra de la Independencia Española contra Napoleón. En 1985, la editorial publica una edición bilingüe español/francés de San Juan de la Cruz y en el curso de los años ochenta, cinco libros de Ramón Gómez de la Serna son traducidos al francés.
En 1990, Alice Becker-Ho publica Les Princes du jargon sobre la influencia del romaní en el argot de las "clases peligrosas".·
Tres proyectos de edición de libros sobre la Revolución social española no llegaron a ver la luz. El primero de ellos es la biografía de Buenaventura Durruti por Abel Paz. Desavenencias entre Gérard Lebovici y Abel Paz impidieron que se publicara el libro. Lebovici le reprochó a Paz que no afirmara con claridad que los estalinistas, con la complicidad de la burocracia de la CNT, fueron los responsables de la muerte de Durruti. Los otros dos proyectos fueron el libro de Burnett Bolloten, La Revolución española, y el de Antonio Téllez, Sabaté. Guerrilla urbana en España (1945-1960), por el que Guy Debord tenía gran estima. Ambos libros habían sido inicialmente publicados en francés por Ruedo ibérico. Champ libre pensó un momento en reeditar estos dos libros durante los años 1980 tras la desaparición de Ruedo ibérico.

### Un objetivo estratégico
El objetivo estratégico de Gérard Lebovici y Guy Debord a través de Champ Libre es de poner en plena luz la apariencia de las cosas para desvelar su verdadera realidad. Se trata de un trabajo de desprogramación, contrainformación y desmitificación cuyo vector esencial es Champ Libre. El objetivo es reaccionar contra la alienación mortífera general, el condicionamiento mediático del individuo, la incultura general obligatoria, la tentación de apartar de la historia momentos apasionantes del arte y de la vida, y de forma más general, a la degradación de la calidad de la existencia. El catálogo de Champ Libre inaugura un concepto nuevo y crucial, noble contrapunto a la industrialización del mundo editorial.
Consecuencia de la fortuna de Gérard Lebovici obtenida como productor de cine, Champ Libre no tiene problemas de dinero. La editorial está voluntariamente desconectada del mercado y no cede a ningún compromiso comercial.
En el libro L'Édition française depuis 1945, Anita Blanc, antigua colaboradora de Champ Libre, explica la independencia de la editorial: « Librado de los problemas económicos que habitualmente acechan las pequeñas editoriales con una producción exigente, Lebovici pudo permitirse el hecho de mantener financieramente un catálogo sin grandes ventas, sin concesiones comerciales, y tan sólo editando, incluso perdiendo dinero, libros que le parecen necesarios y que selecciona con rigor.»

## 1984: publicación de Mesrine y asesinato de G. Lebovici
En 1984, Gérard Lebovici, fascinado por el carácter libertario de Jacques Mesrine, decide reeditar L'Instinct de mort (Instinto de muerte), la autobiografía del conocido como « enemigo público número uno», asesinado por la policía en 1979. Lebovici pone a la hija de Mesrine, Sabrina, bajo su protección. El libro de Mesrine es reeditado con un prefacio de Lebovici en el cual ataca duramente la nueva ley que confisca para siempre los derechos de autor de las personas que han publicado el relato de los crímenes por el cual han sido condenadas. Lebovici también critica la actitud del anterior editor de Mesrine, Jean-Claude Lattès. Gérard Lebovici recuerda que Mesrine se había convertido para los franceses en el símbolo perfecto de la libertad, y afirma el « temible honor» que representa para Champ Libre el hecho de convertirse en su editor.
Tras el asesinato misterioso de Gérard Lebovici el 5 de marzo de 1984, Champ libre pasa a llamarse Éditions Gérard Lebovici. Después de este drama, la prensa de todas las tendencias se revuelca durante varias semanas en conjeturas y suposiciones sin fundamento acerca de la supuesta « vida misteriosa» de Gérard Lebovici. Algunos diarios señalaron incluso al propio Debord como instigador del crimen. El círculo próximo a Lebovici responde a esos ataques difamatorios publicando Tout sur le personnage (Todo sobre el personaje), libro que Lebovici estaba escribiendo. Guy Debord publica en febrero de 1985 sus Consideraciones sobre el asesinato de Gérard Lebovici, libro en el cual ajusta sus cuentas con los calumniadores y en el que brilla su talento de polemista dando una lección magistral sobre los procedimientos de la mentira periodística. En sus Consideraciones, Debord afirma que « Gérard Lebovici había publicado muchos más clásicos que subversivos contemporáneos, pero en un momento de decadencia y de ignorancia programadas, donde se discierne menos la revolución que sube que la sociedad que baja, la publicación de los clásicos pasó a ser un acto subversivo.»
Las ediciones Gérard Lebovici publican en 1985 dos importantes volúmenes de James Guillaume que documentan la posición anarquista en el seno de la Primera Internacional. La editorial continua la publicación de libros de historia y de estrategia: en 1986 sale el libro de Maurice Serin, Une Révolution en el que va incluido un estudio sobre la guerrilla callejera. En 1987, Guy Debord publica Le Jeu de la Guerre (El Juego de la Guerra) y en 1989, la editorial publica la obra maestra de Clausewitz, De la guerra.
En 1986, Mezioud Ouldamer publica Le Cauchemar immigré dans la décomposition de la France (La pesadilla inmigrante en la descomposición de Francia). Nuevas publicaciones en relación con Dada ven la luz: Bar Nicanor de Clément Pansaers, y la obra completa del poeta y boxeador Arthur Cravan reunida por primera vez en un solo volumen preparado por Jean-Pierre Begot en 1987. Cinco libros del escritor español Ramón Gómez de la Serna son publicados entre 1984 y 1988.
En 1988, Guy Debord publica sus Comentarios sobre la sociedad del espectáculo que tendrán una gran repecusión, y en 1989, Panegírico. Por la misma época, la editorial publica dos clásicos de la literatura italiana: en 1987, El Libro del Cortesano de Baldassare Castiglione que no estaba disponible en lengua francesa desde hacía tres siglos, y en 1989, Mi Vida de Vittorio Alfieri.

### Temáticas tratadas por Champ libre
El 29 de marzo de 1986, Guy Debord envía una carta a Floriana Lebovici en la que propone una docena de subdivisiones de los autores publicados por la editorial según los temas abordados. Algunos autores pueden encontrarse en varias subdivisiones.
- Anarquía: Joseph Déjacque, Mijail Bakunin, Gustav Landauer, Arthur Lehning, El Incontrolado de la Columna de Hierro, Claude Harmel.
- Hegelo-marxismo: Hegel, August von Cieszkowski, Karl Korsch, Joseph Dietzgen, Víctor Alba, Paul Mattick, Lucio Colletti, Bruno Rizzi, Karl Marx, Friedrich Engels.
- Anti-estalinismo: Simon Leys, Boris Pilniak, Boris Souvarine, Ante Ciliga, Walter Krivitsky, George Orwell, Franz Borkenau, Boris Savinkov, Kostas Papaioannou.
- La Internacional situacionista y Mayo 68: Guy Debord, revista Potlatch, La Véritable Scission, revista Internationale situationniste, De la misère en milieu étudiant, L'I.S. de Jean-Jacques Raspaud, Des tracts en mai 68.
- España y su revolución: Baltasar Gracián, Ramón Gómez de la Serna, Jorge Manrique, San Juan de la Cruz, Víctor Alba, Franz Borkenau, El Incontrolado de la Columna de Hierro, Appels de la prison de Ségovie, George Orwell, Gerald Brenan.
- La vanguardia rusa y el dadaísmo: Nikolái Tarabukin, Victor Chklovski, Kazimir Malévich, Veniamine Kaverine, George Kubler, Adolf Loos, Francis Pagnon, Georges Ribemont-Dessaignes, Erik Satie, Richard Huelsenbeck, Clément Pansaers, Arthur Cravan.
- Estrategia: Carl von Clausewitz, Antoine de Jomini, Charles Ardant du Picq, W.F.P. Napier, Maurice Serin, Le Jeu de la Guerre (G. Debord), Michel Barclay de Tolly (Le Général Hiver).
- Las Revoluciones de los siglos XVII y XVIII: Edward Sexby, Junius, Georges Avenel, Anacharsis Cloots, Saint-Just, Maurice Serin.
- Lenguaje y psicoanálisis: Arsène Darmesteter, Claude Favre de Vaugelas, H.-E. Kaminski, Karl Kraus, Georg Groddeck, André Roumieux, Roger Lewinter.
- Orwell y otros novelistas: George Orwell, Henry James, Jens August Schade, Herman Melville, Marcel Schwob.
- Poesía: Fernando Pessoa, Edgar Lee Masters, Poésies de l'Époque des Tang, Omar Khayyam, Jorge Manrique, Friedrich Nietzsche, Juan de la Cruz, Herman Melville.
- Las secuelas de Mayo 68: F.H.A.R., Jaime Semprún, Censor, Lettre de Dakar, Mezioud Ouldamer, Michèle Duval, Francis Pagnon, Jean-François Martos, Appels de la prison de Ségovie, Jacques Mesrine, Correspondance de Champ Libre, Gérard Lebovici, Jean-Louis Moinet.

## 1991: final de Champ libre, principio de Ivrea
En 1991, tras la muerte de Floriana Lebovici en 1990, y el conflicto que opone Guy Debord a los hijos herederos de Gérard Lebovici, estos últimos deciden poner la editorial en liquidación y la refundan en 1992 bajo el nombre de Éditions Ivrea (nombre de la ciudad italiana donde nació Floriana Lebovici). Guy Debord que había publicado todas sus obras en la editorial desde 1971, decide romper con los herederos de Lebovici (Nicolas Lebovici y Lorenzo Valentin, este último, hijo de Floriana de un primer matrimonio, es abogado en el gabinete de Georges Kiejman).
La editorial Ivrea ha trabajado en colaboración con la Encyclopédie des Nuisances y Jaime Semprún en proyectos como la edición de los ensayos completos de George Orwell. También ha publicado autores antiguos como Maquiavelo, Tácito, Spinoza y Francesco Guicciardini, clásicos del anarquismo como las Memorias y escritos de Nestor Makhno, y textos de autores vanguardistas como Kurt Schwitters o contemporáneos como Bernard Collin , Michel Falempin,  Philippe Grand, Günther Anders, Dominique Aubier, Jacques Roubaud , Sarah Walden . Ivrea además siguió reeditando los libros del fondo Champ Libre como los escritos de Clausewitz, Kazimir Malévich o de Arthur Cravan. En 1997, Ivrea publica el libro del historiador Louis Chevalier, L'Assassinat de Paris, sobre la destrucción de París por los urbanistas y las nuevas necesidades mercantiles y políticas. Ese mismo año, Ivrea interviene junto a la Encyclopédie des Nuisances para defender a George Orwell de ciertas calumnias periodísticas (George Orwell devant ses calomniateurs, traducido en español en 2014).
En 1995, Lorenzo Valentin afirma en una carta a Jean-François Martos, autor en Champ Libre de Historia de la Internacional situacionista que protestaba contra la línea editorial adoptada por Ivrea, que la historia de Champ Libre no había acabado a pesar del fallecimiento de los fundadores.
Acerca de la orientación editorial de Ivrea, Lorenzo Valentin declaró lo siguiente en 2001: « desde 1989, muchas cosas han cambiado. Una gran cantidad de referencias ideológicas sobre las cuales Champ libre se apoyaba se han perdido: una cierta concepción de la libertad, un lazo estrecho con las grandes teorías revolucionarias, libertarias, que permitían la denuncia de las imposturas ideológicas, del estalinismo... Sin embargo, hoy en día uno ya no puede referirse a todo eso de la misma manera porque todo un sistema de valores se ha derrumbado. Champ libre estaba en lucha contra el estado del mundo, pero ahora la alienación ha alcanzado un grado tan alto que es muy difícil luchar tomando una simple posición política. La alienación está ahora en el corazón mismo del lenguaje. Por esa razón, hay que situarse en el único terreno donde no pueda haber recuperación, y ese terreno es el de lo poético. El verso es un orden de medida del mundo. Si se toca el lenguaje, se toca al mundo.»

### En español
- Guy Debord, Consideraciones sobre el asesinato de Gérard Lebovici, editorial Anagrama, Barcelona.

### En francés
- Éditions Champ libre, Correspondance Vol. 1, Champ libre, 1978; reed. éditions Ivrea, 1996. Colección de cartas polémicas dirigidas a Gérard Guégan, Raphaël Sorin, Jacques Baynac, Mustapha Khayati, Jaime Semprún, Jean-Patrick Manchette, Simon Leys, Louis Janover, Jesús Castellote, Georges Kiejman y François Cavanna, entre otros.
- Éditions Champ libre, Correspondance Vol. 2, Champ libre, 1981; reed. éditions Ivrea, 1996. Colección de cartas polémicas dirigidas a Abel Paz, Renaud, Noël Godin, Jean-Claude Zylberstein, André Migeot, Isidore Isou y Les Cahiers du Cinéma, entre otros.
- Éditions Champ libre, Correspondance Vol. 3, Le fin mot de l'histoire, 1995. Correspondencia polémica entre Jean-François Martos et Lorenzo Valentin sobre la orientación editorial de Ivrea. ISBN 2-903557-02-0
- Gérard Lebovici, Tout sur le personnage, éditions Gérard Lebovici, 1984; Ivrea.
- Guy Debord, Considérations sur l'assassinat de Gérard Lebovici, éditions Gérard Lebovici, 1985; Gallimard, 1993.
- Guy Debord, Des Contrats, éditions Le Temps qu'il fait, 1995.
- Guy Debord, Correspondance, volumes "0", 4, 5, 6 et 7, Fayard, 2004, 2005, 2007, 2008 y 2010. Las cartas de Guy Debord acerca de Champ libre y las que dirigió a Gérard Lebovici y sus herederos están recopiladas en esos cinco volúmenes.
- Gérard Guégan, Cité champagne, esc I, Appt 289, 95- Argenteuil (Champ libre 1: 1968-1971), Grasset, 2006.
- Gérard Guégan, Montagne Sainte-Geneviève, côté cour (Champ libre 2: 1972-1974), Grasset, 2008.
- Jean-Luc Douin, Les jours obscurs de Gérard Lebovici, Stock, 2004.
- Christophe Bourseiller, Vie et mort de Guy Debord, Plon, 1999.
- Pascal Fouché (dir.), L'Édition française depuis 1945, Éditions du Cercle de la Librairie, Paris, 1998.
- Le Cahier du Refuge, numéro 94, Centre international de poésie, Marseille, marzo de 2001. Contiene una entrevista con Lorenzo Valentin sobre la orientación de Ivrea.

## Galería de imágenes

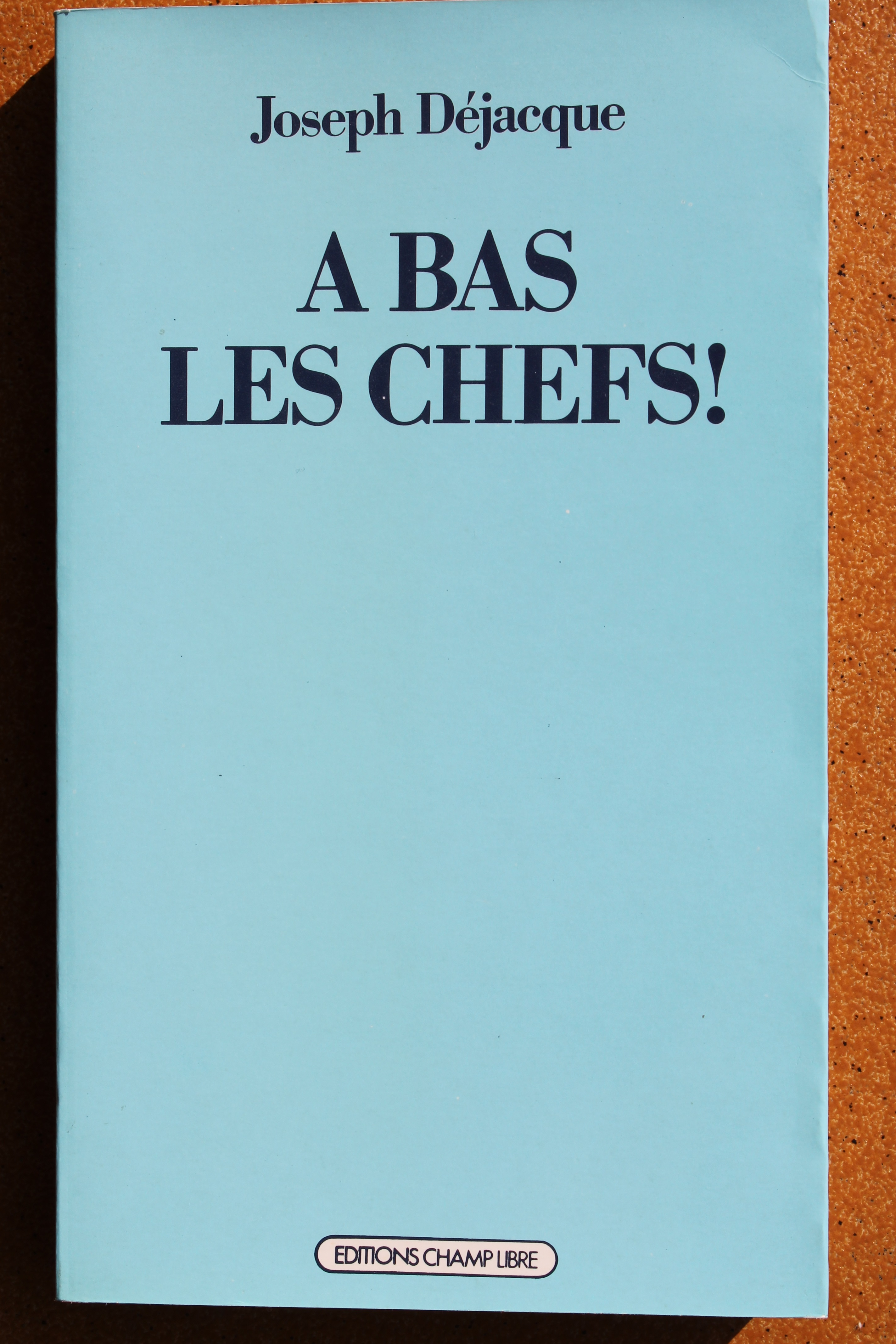
A bas les chefs ! de Joseph Déjacque.
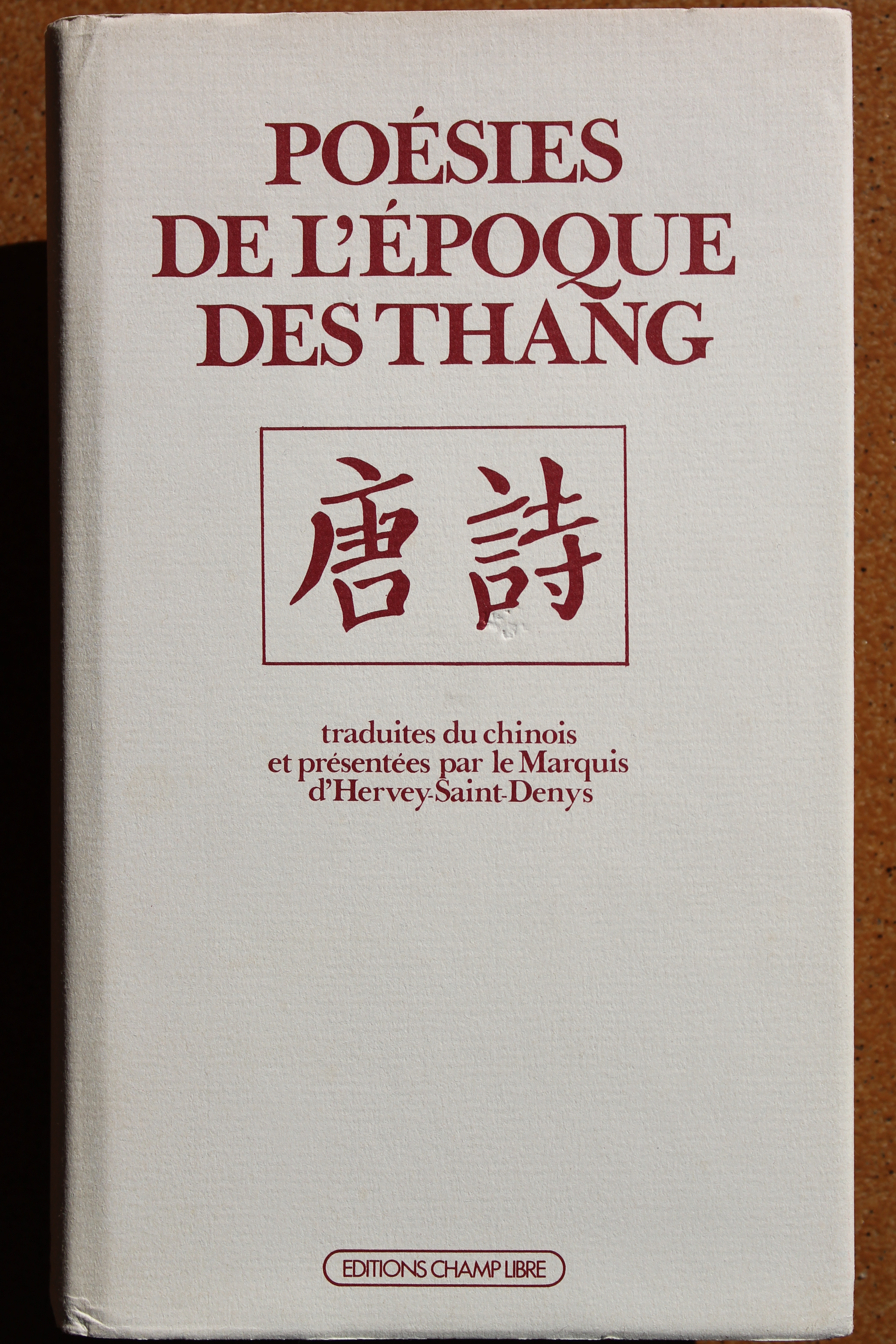
Poésies de l'époque des Thang.
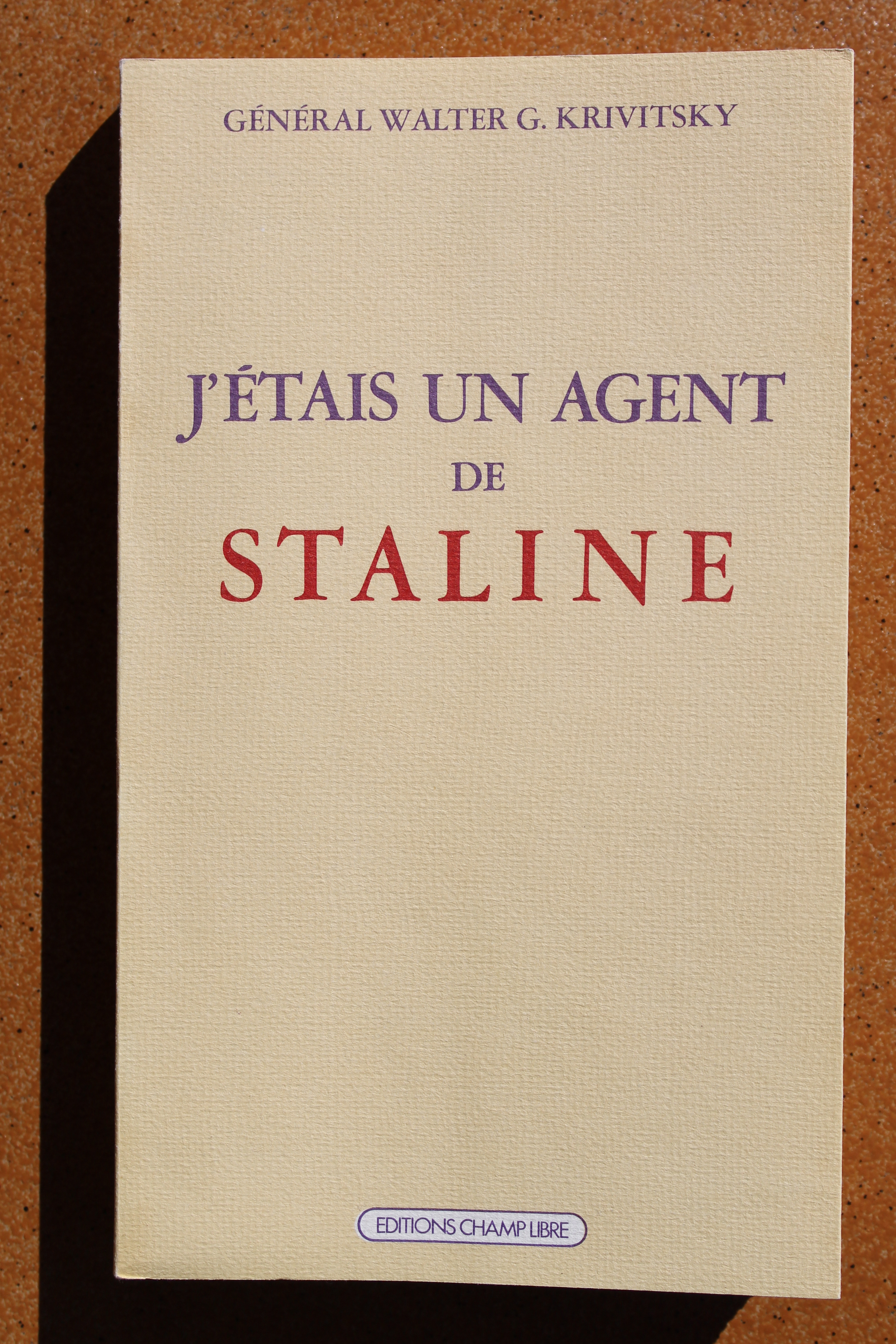
J'étais un agent de Staline por Walter Krivitsky.
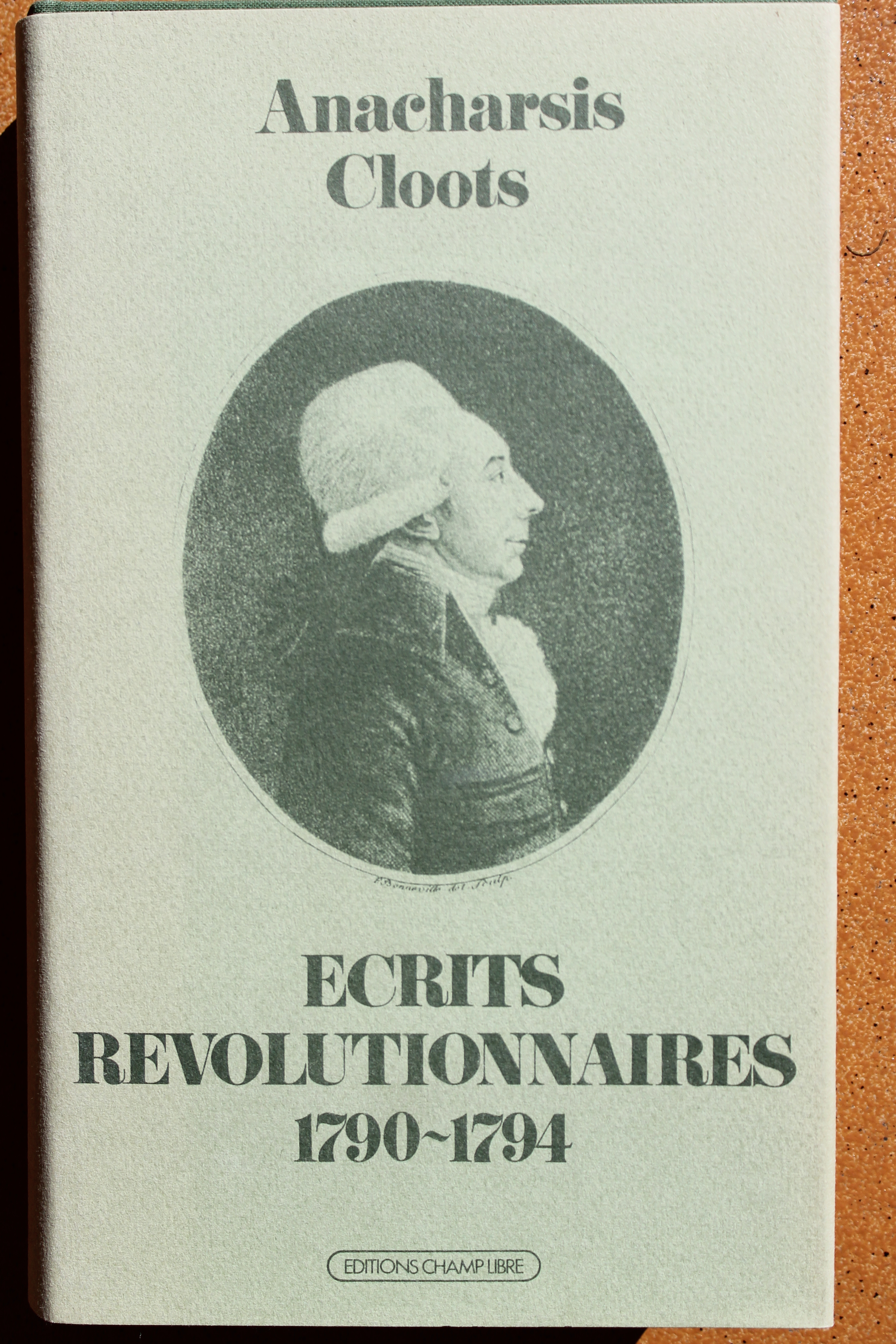
Écrits révolutionnaires de Anacharsis Cloots.
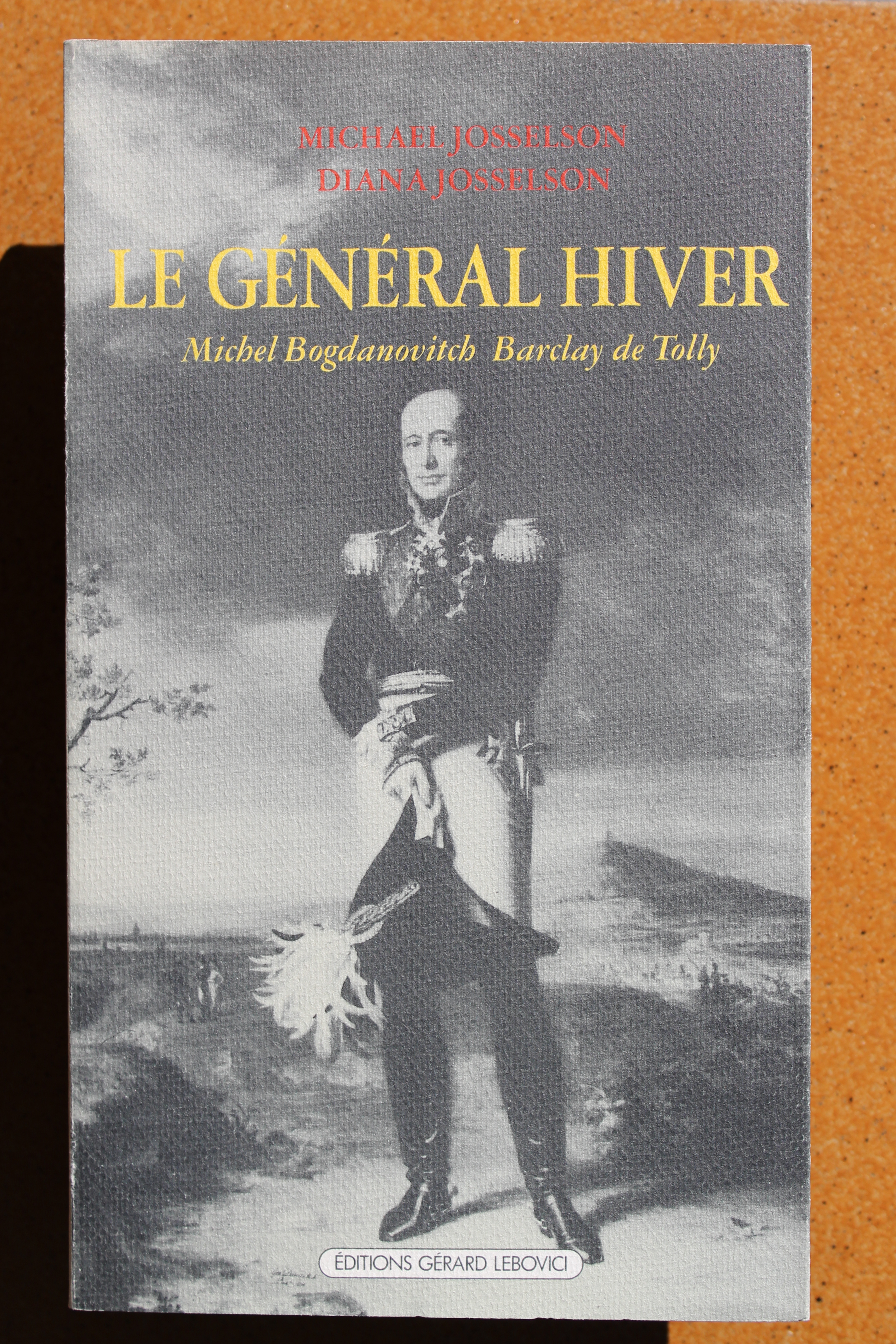
Le Général Hiver de Michael Josselson.
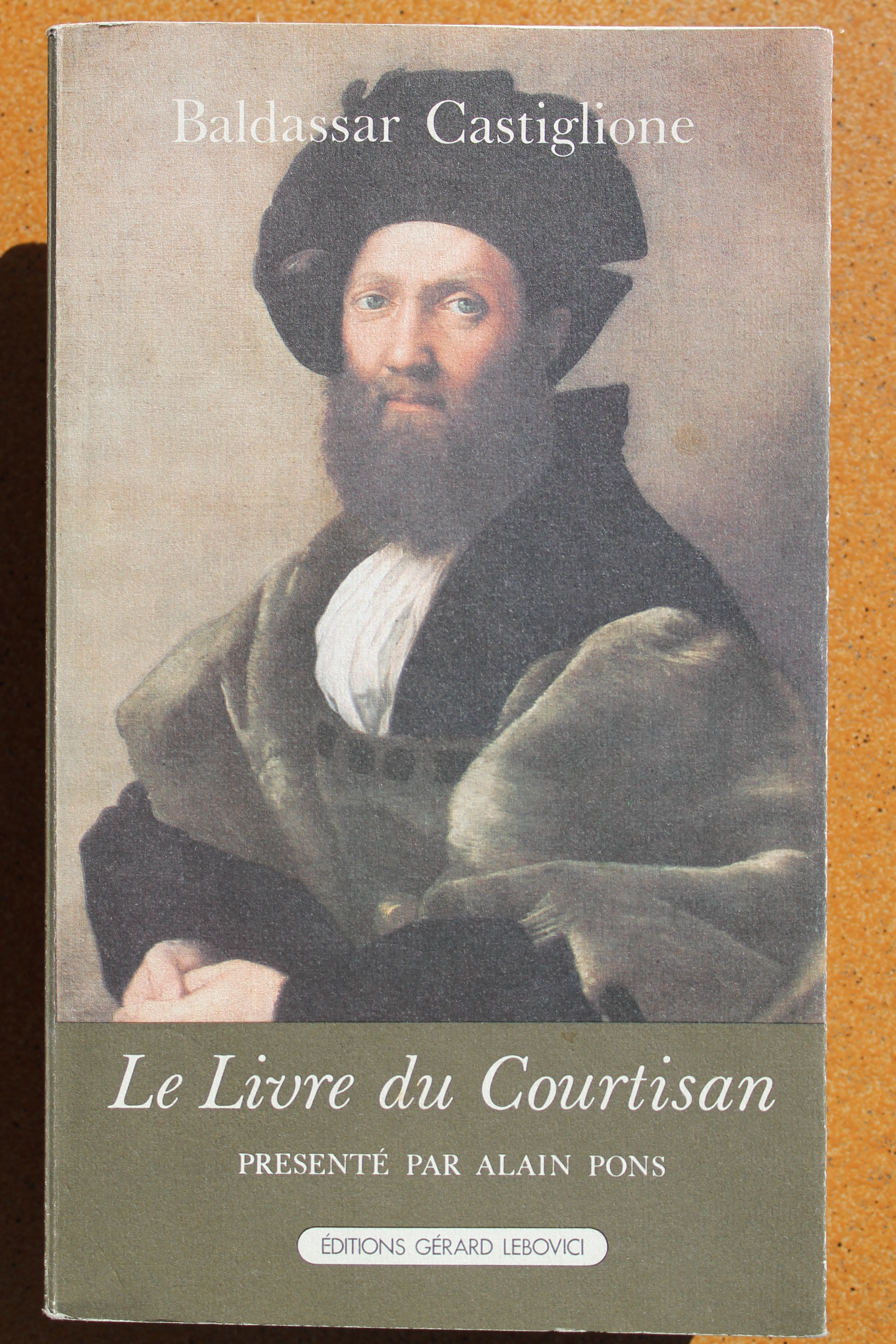
Le Livre du Courtisan de Baltasar Castiglione, edición de 1987.
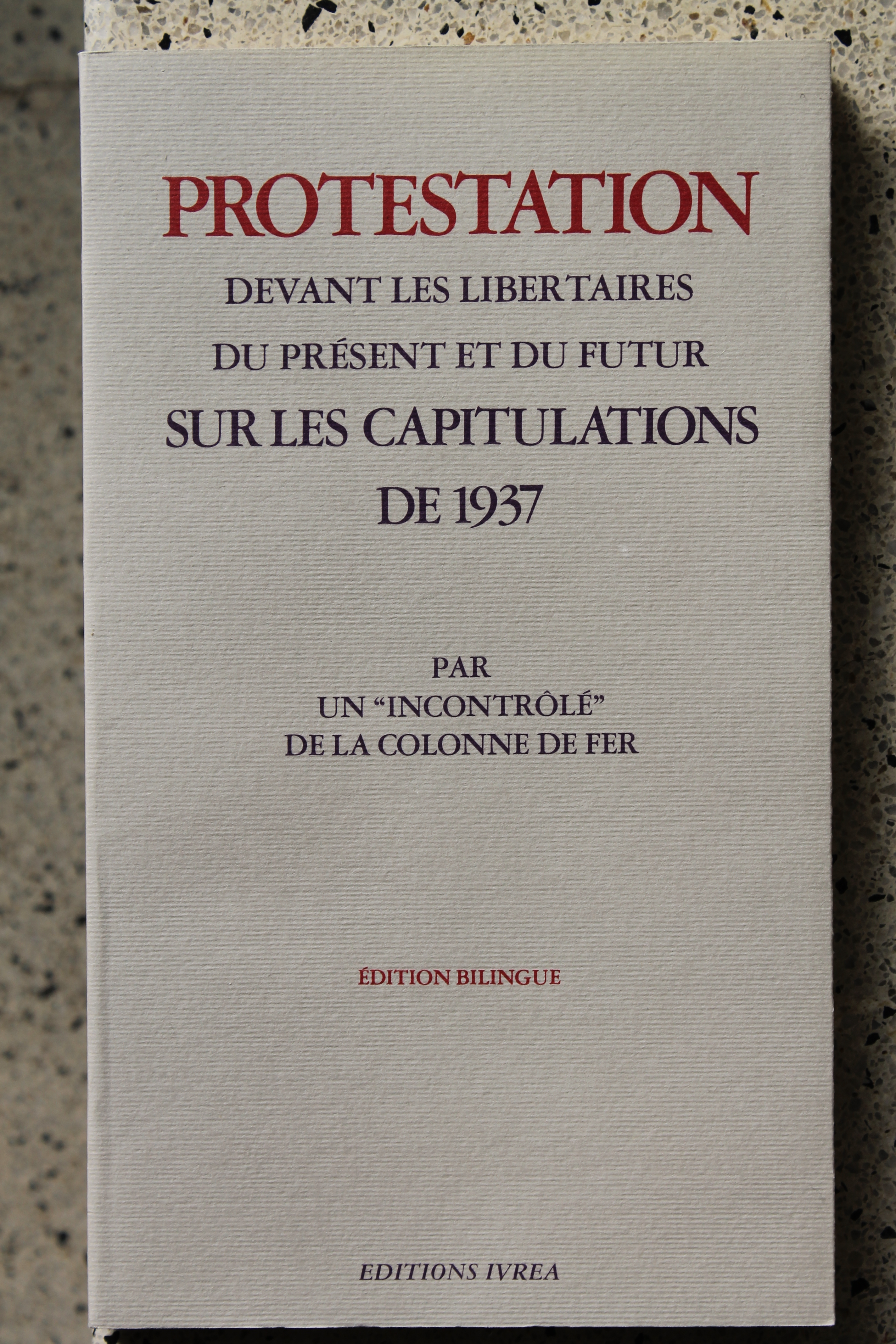
Protestation devant les libertaires du présent et du futur sur les capitulations de 1937.
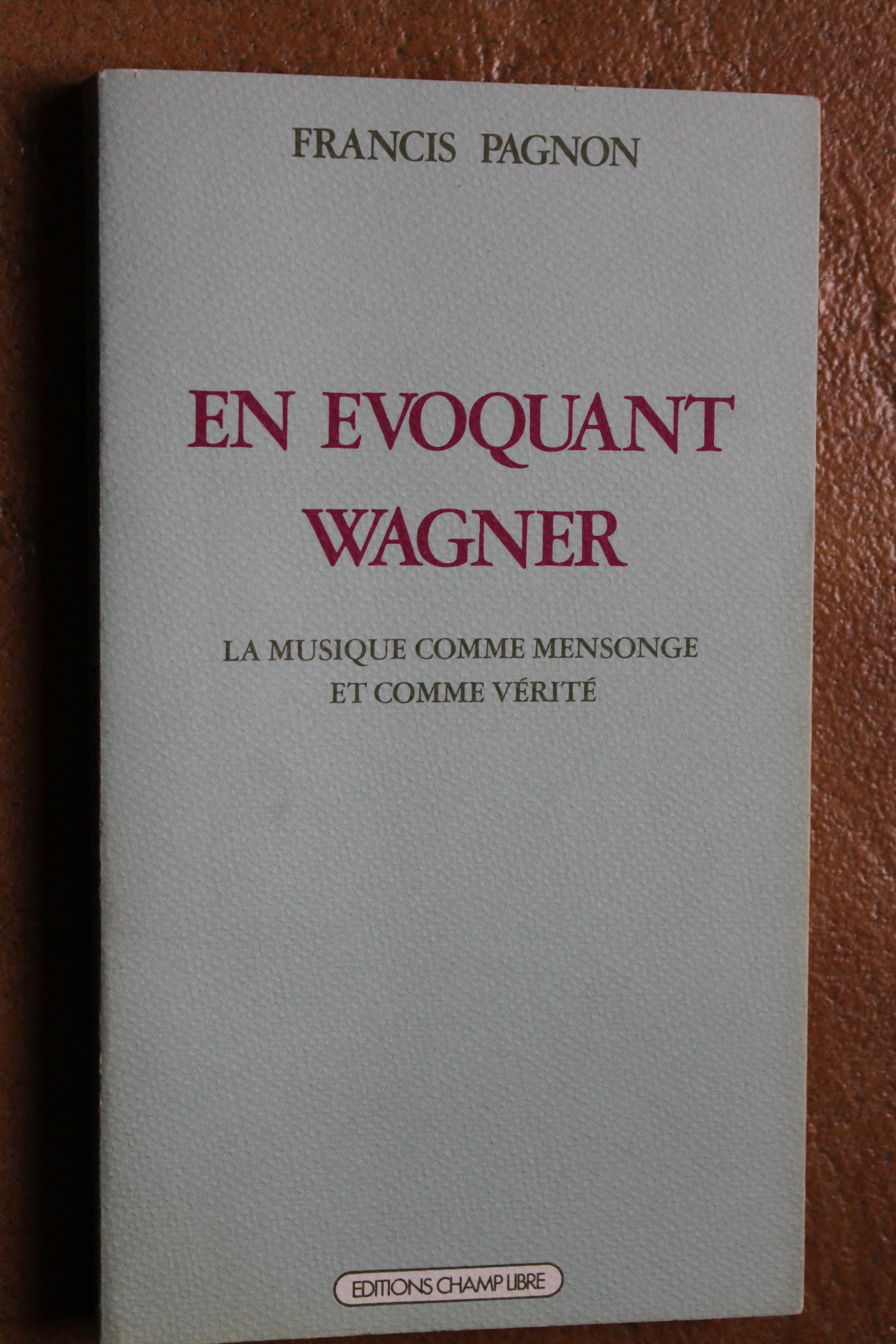
En Évoquant Wagner de Francis Pagnon.
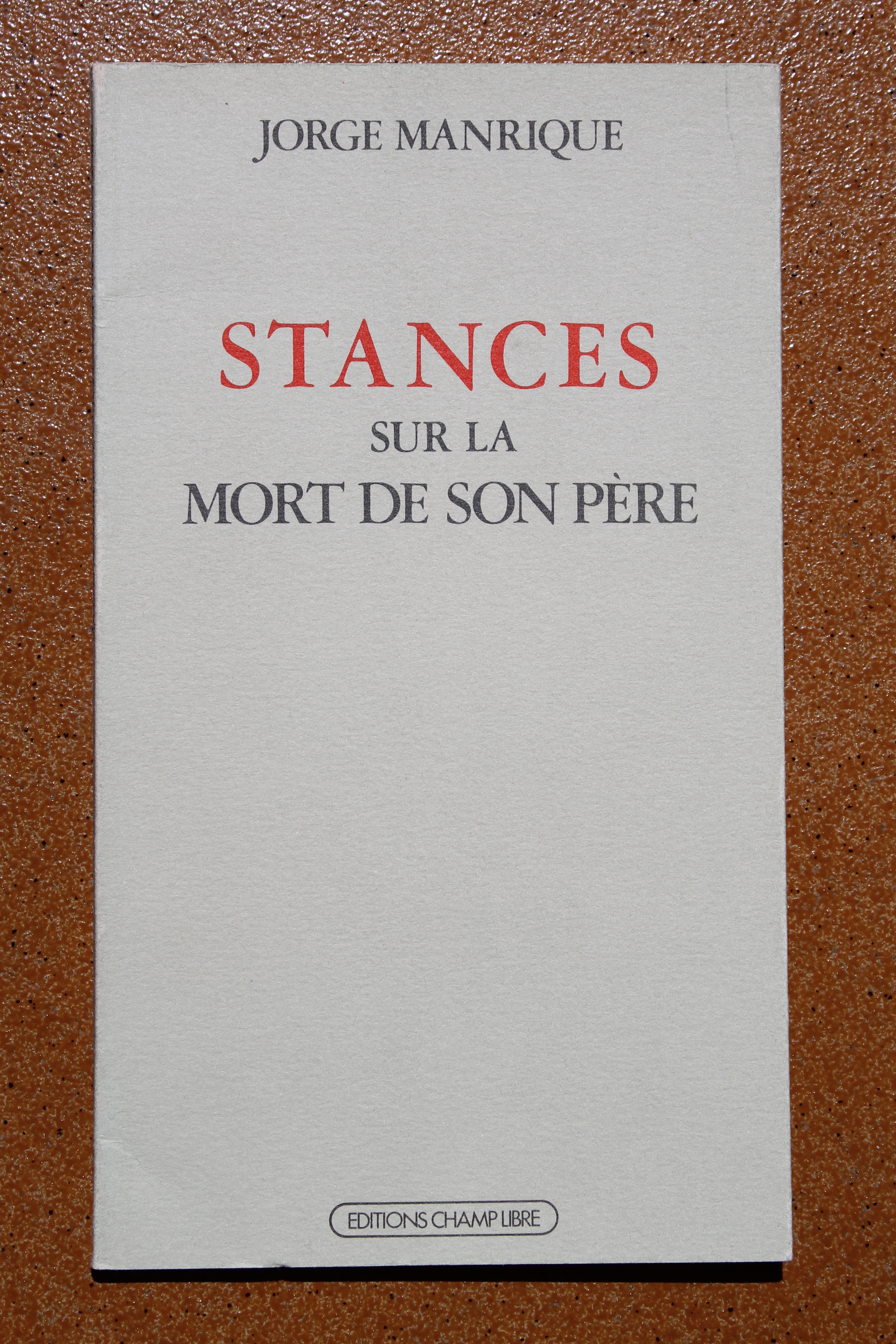
Stances sur la mort de son père de Jorge Manrique.
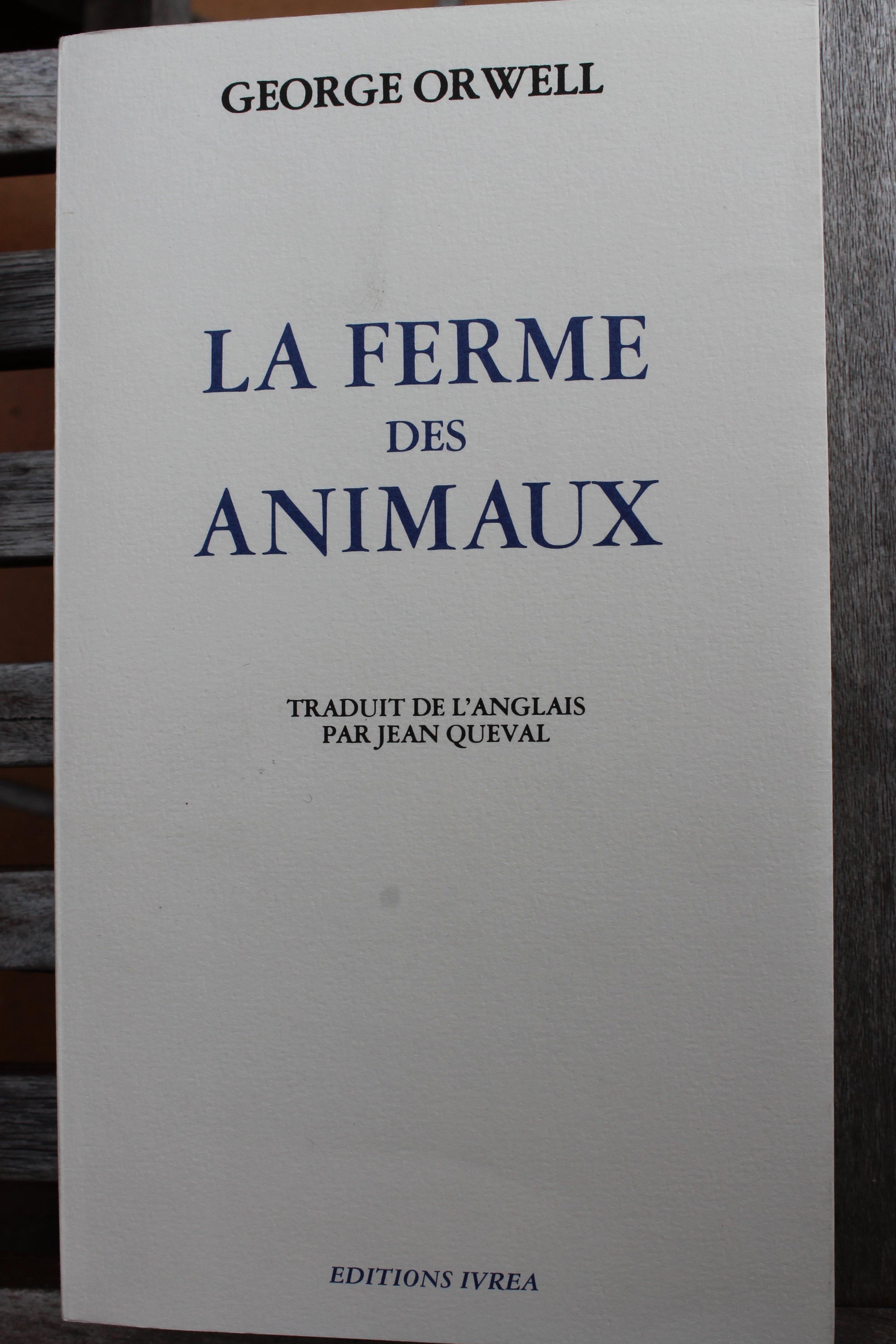
La Ferme des animaux de George Orwell.
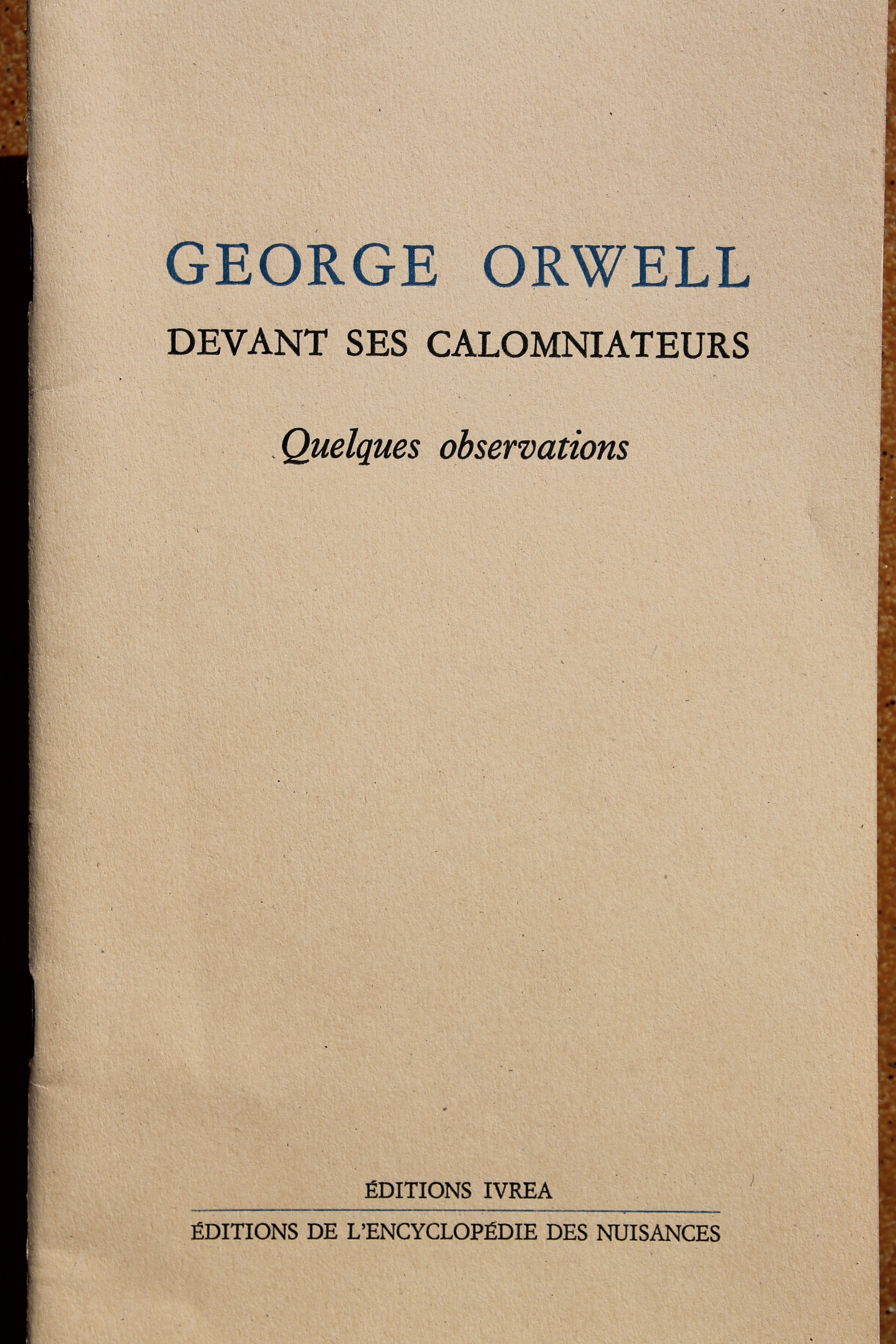
George Orwell devant ses calomniateurs, en coedición con la Encyclopédie des Nuisances.
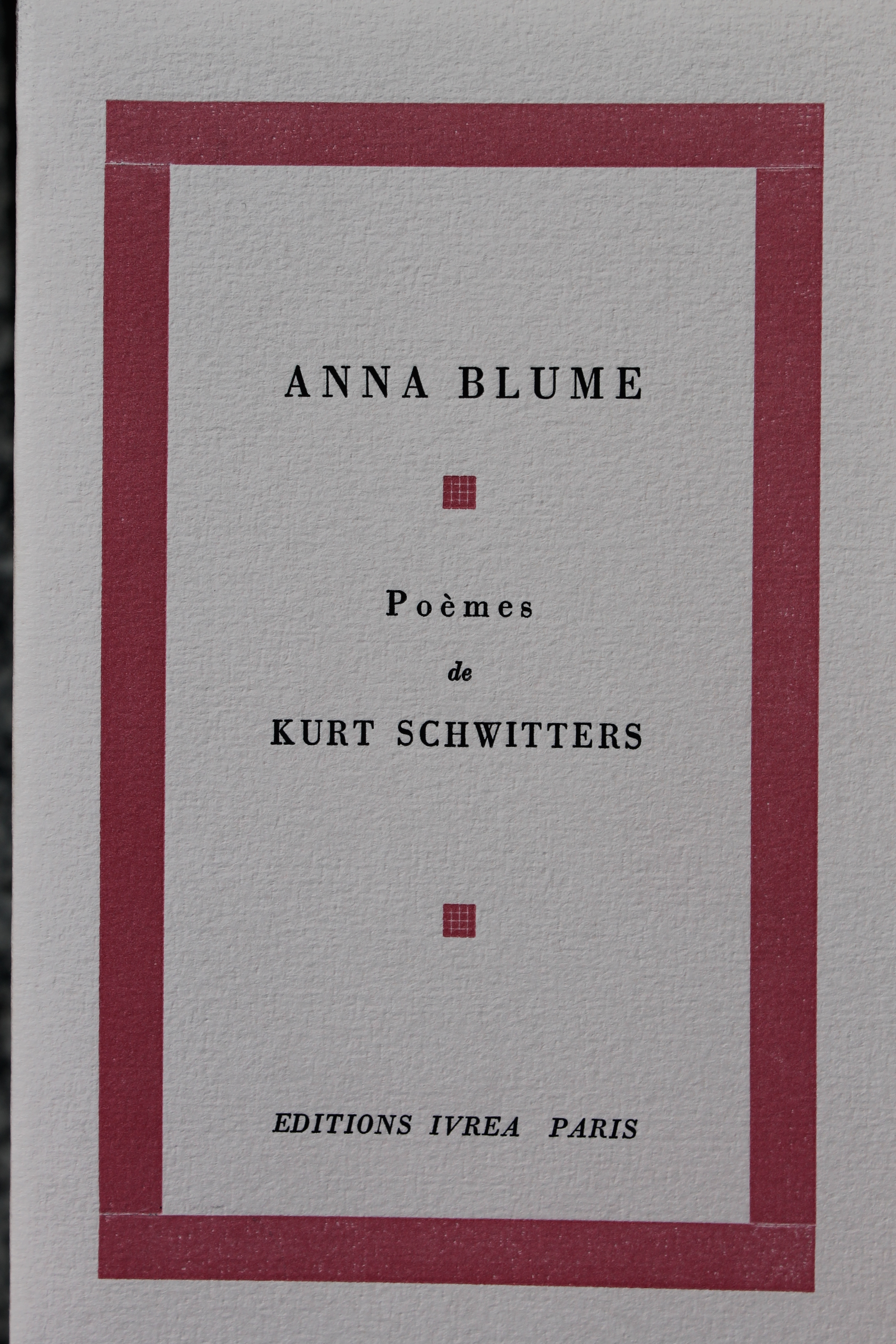
Anna Blume de Kurt Schwitters.
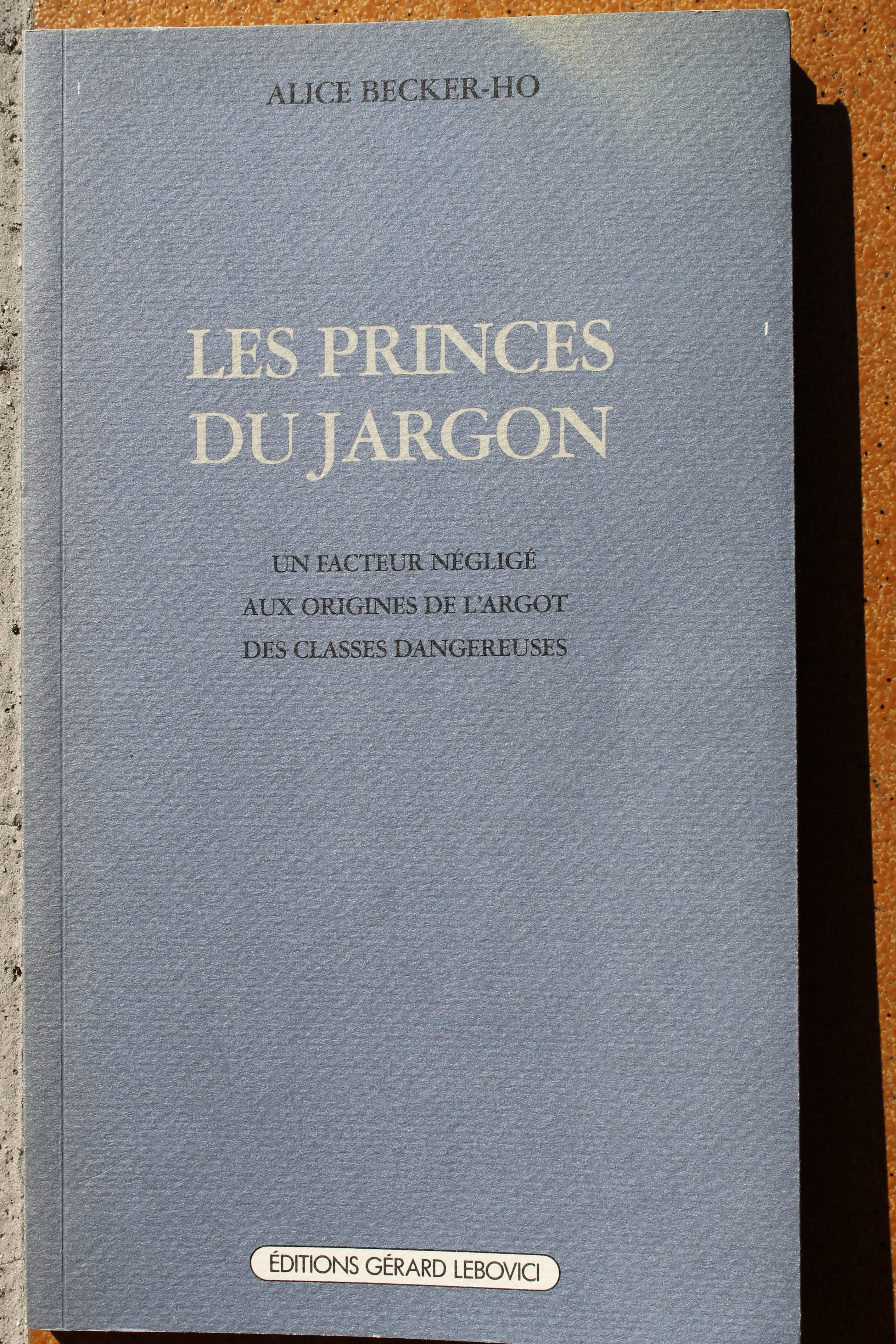
Les Princes du jargon de Alice Becker-Ho.
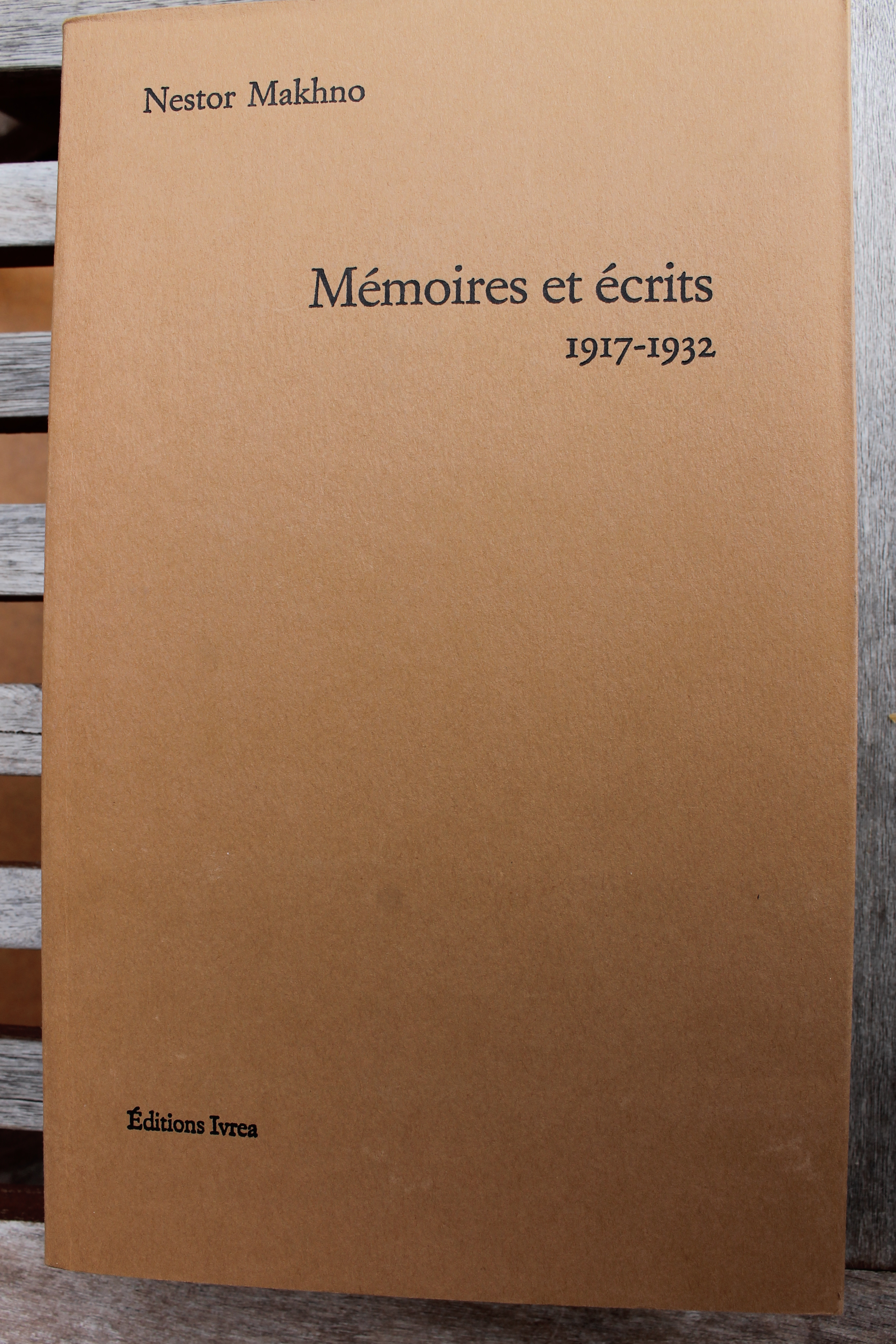
Mémoires et écrits de Nestor Makhno.